# Lassavirus
Lassavirus
eller
Lassa mammarenavirus, LASV, er en virus i familien Arenaviridae,    der forårsager Lassafeber, også kaldet Lassa-blødningsfeber eller Lassa hæmoragisk feber,  en blødningssygdom med høj dødelighed. 
Lassafeber er en zoonose, hvor virus overføres til mennesker fra rotter og andre gnavere. Lassafeber er endemisk i vestafrikanske lande, især Sierra Leone, Guinea, Nigeria og Liberia, hvor den årlige forekomst af infektion er mellem 300.000 og 500.000 tilfælde, hvilket resulterer i 5.000 dødsfald om året. Lassavirus kaldes sammen med Ebolavirus og Marburgvirus for de afrikanske blødningsfebervirus og klassificeres som virus i højeste fareklasse.
Lassavirus er en indhyllet virus med en membrankappe og har et genom af enkeltstrenget ambipolariseret RNA i to segmenter. 
I elektronmikroskop fremtræder Lassavirus som partikler i størrelsen 60–300 nm med et kornet udseende af ribosomer stammende fra værtscellen.

## Inddeling
Arenavirus inddeles i to grupper:
- OW - en gruppe i den gamle verden
- NW - en gruppe i den nye verden, der underinddelse i tre klader (undergrupper): A, B og C

## Genomet
Genom et er indeholdt i to enkeltstrengede, ambipolariserede RNA-segmenter, der hver koder for to proteiner, i alt fire virale proteiner.   Det store segment koder for et lille zinkfingerprotein (Z), der regulerer transkription og replikation,   og RNA-polymerasen (L). Det lille segment koder for nukleoproteinet (NP) og overflade-glycoproteinet (GP, også kendt som Spike)

## Proteiner
- Z, et lille zinkfingerprotein, der regulerer transkription og replikation
- L, RNA-polymerase
- NP, nukleoprotein
- Spike-komplekset, som udgøres af tre proteolytiske fragmenter af GP (overflade-glykoprotein, forstadiet, GP-C). Spike-komplekset binder til receptorer iværtsorganismen, jvf. Spike
  - GP1 = receptor-binding subunit
  - GP2 = membrane-anchored fusion protein
  - SSP = structured signal peptide [7]

## Receptor
OW såvel som NW klade C hæfter sig med Spike-proteinkomplekset til værtsorganismens alpha-dystroglycan (α-dystroglycan, α-DG).
NW klade A og B hæfter sig derimod til transferrin receptor 1 (TfR1 eller CD71), et membranprotein på værtsorganismens 
epithelceller.
Andet trin af celleinfektionsfasen sker i lysosomerne med membranfusion gennem lysosomproteinet LAMP1 i en pH-afhængig proces.